# آدولف کوسمال
کارل فیلیپ آدولف کُنراد کوسمال (آلمانی: Carl Philipp Adolf Konrad Kußmaul؛ ۲۲ فوریهٔ ۱۸۲۲ – ۲۸ مهٔ ۱۹۰۲) یک جراح، استاد دانشگاه و پزشک برجسته اهل امپراتوری آلمان بود.
پدر و پدربزرگ وی، هر دو پزشک بودند و خودش در دوران تحصیل، از شاگردان رودلف ویرشو بود.
امروزه نام او در رشتهٔ پزشکی به موارد زیر گره خورده‌است:
- تنفس کوسمال: تنفس عمیق و مشکل کخ سرعت طبیعی، کم یا سریع دارد و در مبتلایان به کتواسیدوز دیابتی دیده می‌شود.
- نشانه کوسمال: افزایش غیرمنتظرهٔ در فشار ورید ژوگولار در جریان دَم در مبتلایان به پریکاردیت فشارنده و بیماری مزمن انسدادی ریه
- بیماری کوسمال: یا همان پلی‌آرتریت ندوزا که «بیماری کوسمال-مایر» هم نامیده می‌شود.
- کومای کوسمال: کومای ناشی از کتواسیدوز دیابتی در بیماران مبتلا به دیابت
- آفازی کوسمال: نوعی سکوت انتخابی

## نخستین‌ها
- او نخستین کسی بود که دیس‌لکسی (خوانش‌پریشی) را توصیف کرد. (وی آن را «کوری کلمات» نام نهاده بود).
- او نخستین کسی بود که پلی‌آرتریت ندوزا را شرح داد.
- او نخستین کسی بود که فلج پیشروندهٔ بولبار را توصیف کرد.
- او نخستین کسی بود که آمبولی مِـزانْتْر را شرح داد.
- او نخستین کسی بود که کشیدن مایع اضافی فضای جنب ریه و همچنین شست‌وشوی معده را انجام داد.
- او نخستین کسی بود که تلاش کرد ازوفاژوسکوپی و گاستروسکوپی را انجام دهد.
- او نخستین کسی بود که علائم هیجانی مسمومیت با جیوه را، پیش از آنکه علائم بدنی‌اش ظاهر شود، شرح داد.[۱]